# سعيد السبع
سعيد السبع المعروف بلقب أبو باسل، هو ضابط وسياسي فلسطيني - أردني وُلد في فلسطين 27 نوفمبر 1926 (الموافق ليوم السبت 21 جمادى الأول 1345 هـ). تلقى تعليمه  في قلقيلية، وشارك في حرب 1948 كقائد لجيش الجهاد المقدس في قلقيلية ومنطقة المثلث.
خلال فترة الانتداب البريطاني على فلسطين، تعرضت عائلته لضغوطات كبيرة بعد استشهاد عز الدين القسام، حيث داهمت القوات البريطانية في 8 ديسمبر 1935 منزل والده، نمر السبع الذي كان رئيس بلدية قلقيلية واعتقلته بحجة تمويله جماعة عز الدين القسام شكلت هذه الحادثة بداية وعيه السياسي.
في عام 1949 انضم السبع إلى الجيش العربي الأردني، وكان ضمن المجموعة الأولى التي قامت بعملية تعريب قيادة الجيش العربي وطرد غلوب باشا. تم إتهامه بالمشاركة في إنقلاب البعث عام 1957 وحُكم عليه بالإعدام، مما دفعه إلى اللجوء إلى سوريا ثم إلى مصر بعد الإنفصال.
كان سعيد السبع أحد مؤسسي منظمة التحرير الفلسطينية، وعُين كأول ممثل لها في الجزائروالسودان ساهم مع أحمد الشقيري و‌شفيق الحوت في صياغة اللاءات الثلاثة خلال مؤتمر الخرطوم. تعرض لعدة محاولات إغتيال إسرائيلية كان يقف خلفها جهاز الموساد.

## حياته ونشأته

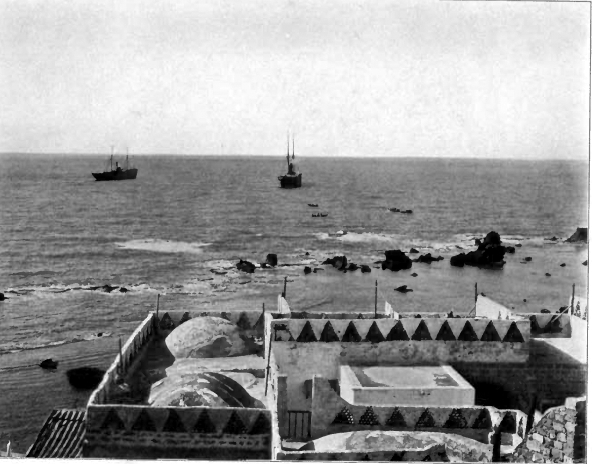
في عام 1930 إنشاء الحاج نمر السبع شركة السبع وعاشور لتعبئة الحمضيات وتصديرها من ميناء يافا إلى ميناء ليفربول في بريطانيا

ولد أبو باسل في 27 نوفمبر 1926، في مدينة قلقيلية، التي أصبحت الآن جزءًا من الضفة الغربية، وتقع على مقربة من الخط الأخضر وكانت تحت الانتداب البريطاني على فلسطين، في ذلك الحين. التحق بمدرسة قلقيلية الأميرية عام 1934، وكان سلامة خليل مديراً للمدرسة، وتلقى تعاليم الدين الإسلامي على يد الشيخ أحمد الداعور، كان والده الحاج نمر السبع رجلا تقيا وتاجرًا ثريًا، جمع ثروته من خلال تصديره البرتقال إلى بريطانيا امتلك والده أراضي شاسعة تعتبر من أخصب أراضي فلسطين في منطقة المثلث الذهبي، وامتدت من جلجوليا حتى كفر سابا، والتي تقع الآن داخل الأراضي الفلسطينية المحتلة عام 1948. أنشاء والده مع أشقائه شركة «السبع وعاشور»، في يافا عام 1930 لتعبئة الحمضيات وتصدير البرتقال إلى بريطانيا، فكان يشرف على تعبئة محاصيله في صناديق خشبية لشحنها إلى أوروبا على خط الشحن الممتد من ميناء يافا إلى ميناء ليفربول، كان والده ناشطا في الحركة الوطنية الفلسطينية، انضم إلى حزب الكتلة الوطنية الفلسطينية التي كانت برئاسة عبد اللطيف صلاح وعمل على مقاومة شراء الأراضي، في تلك الفترة سعت الوكالة اليهودية لشراء الأراضي من الفلاحين الفلسطينيين بمبالغ خيالية، وكان والده يقاوم هذا الأمر من خلال دفع نفس الثمن الذي تعرضه الوكالة اليهودية، فيقوم بشراء الأراضي المهددة بالبيع حتى امتد ملكه من قلقيلية إلى البحر.
تزوج والده من عزيزة النصر وهي من نفس حمولته وعمة أبو علي إياد. ونظراً للمكانة المرموقة التي كان يتمتع بها، فقد اختاره أهالي مدينة قلقيلية رئيسا لمجلسها المحلي عام 1927 وبقي يشغل هذا الموقع حتى وفاته يوم 23 نوفمبر 1938، في ذلك اليوم تعرضت عائلته لحادث مأساوي عندما أرسل فارس العزوني شخصين إلى مبنى بلدية قلقيلية لاغتيال محمد قاسم أحد أبناء القرية، وقد شعر القاسم بقدوم المسلحين الذين وجها له رصاصةً فرمى نفسه في حضن نمر السبع فسقط نمر السبع مضرجا بدمائه، وراح ضحية الحادث، بينما نجا محمد القاسم من القتل وشُفي بعد فترة من الزمن، وقد أرسل فارس العزوني لآل شريم التي ينتمي لها آل السبع يعتذر لهم على ما جرى، وأعرب عن استعداده لدفع الدية، لكن العائلة رفضت هذا العرض وأصرّت على تطبيق الحكم الإسلامي الذي يقول أن القاتل يقتل في القرآن.

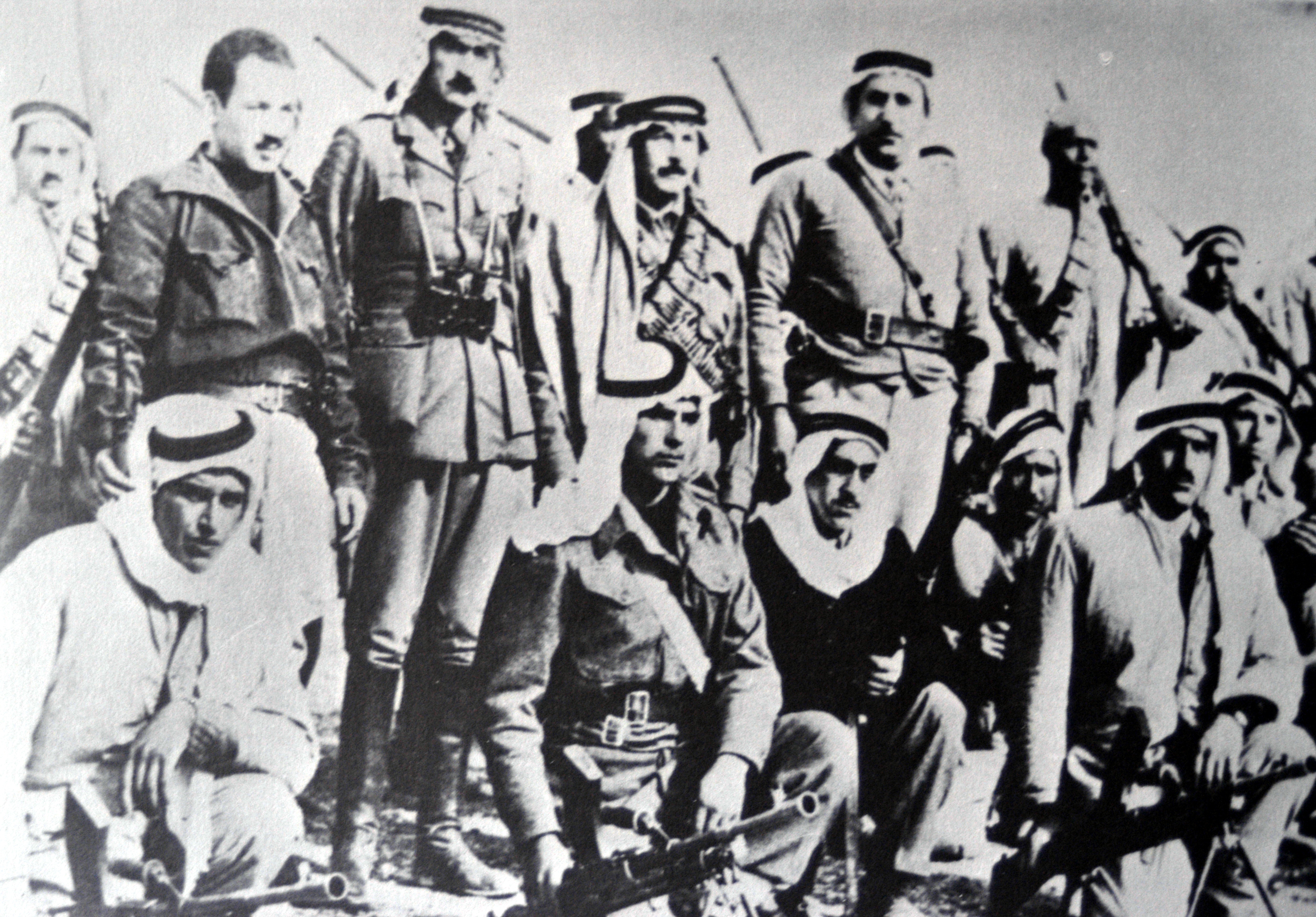
عبد القادر الحسيني قائد ومؤسس جيش الجهاد المقدس مع مجموعة من المجاهدين الفلسطينيين في فبراير 1948.

## دوره في حرب 1948
بعد تأسيس الهيئة العربية العليا لفلسطين في 11 يونيو 1946م، بدأ الحاج أمين الحسيني يسعى لتوفير السلاح والعتاد من شتى المصادر، في تلك الفترة سافر سعيد السبع والدكتور داود الحسيني أحد مساعدي المفتي، إلى الصحراء الغربية (مصر) لشراء السلاح الناتج عن مخلفات الحرب العالمية الثانية، عن تلك الفترة يتحدث شفيق الحوت في كتابه «بين الوطن والمنفى» نقلا عن حامد أبو ستة فيقول أن سعيد السبع كان من أوائل الشباب الذين بادروا إلى التحرك الثوري قبل النكبة، كما كان منهم عثمان أبو حاشية، مصطفى عبد الحفيظ، مصطفى البنا، رشاد صالح، عادل صهيون، صالح البرانسي إضافة للشهيد جمال الحوت، أما مخطوط الدكتور قاسم الريماوي رئيس وزراء الأردن الأسبق والذي كان أمين السر للجهاد المقدس في ذلك الوقت، فيشير إلى أن عبد القادر الحسيني زار مدينة قلقيلية في بداية شهر يناير 1948 من أجل ترتيب وتنظيم عمل المقاومة، فالتقى مع سعيد السبع، وأصدر قرارا بتعيينه مسؤولاً عن الجهاد المقدس في منطقة قلقيلية
شارك سعيد السبع في حرب 1948 وخاض العديد من المعارك إلى جانب الجيش العراقي والذي كان بقيادة عبد الكريم قاسم منها معركة كفر سابا، بيار عدس، ورأس العين التي حوصر فيها مع مجموعة من المجاهدين من أبناء قلقيلية ومعركة الطيرة ومعركة رمات هاكوفيش و‌معركة القسطل التي استشهد فيها عبد القادر الحسيني، يومها اتصل به حسن سلامة طالبا منه تجهيز عناصر الجهاد المقدس في منطقته لفك الحصار عن القسطل، وقد وصل مع مجموعته صباح يوم 8 أبريل 1948 برفقة الشيخ حسن سلامة الذي أحضر معه عدد من الدبابات، كما تحرك صبحي يوسف كايد جباره على رأس مجموعة، كما أن قاسم الريماوي وصل أيضا على رأس فرقة من جيش الجهاد المقدس وعدد كبير من قادة الفصائل، فتم فك الحصار عن القسطل بعد معركة كبيرة، إلا أن الفاجعة الكبرى كان استشهاد عبد القادر الحسيني.
ويوم 16 سبتمبر 1948 أعلن الوسيط الدولي الكونت برنادوت في تقرير له أن العرب لم يبدوا أي رغبة بتشكيل حكومة فلسطينية في القسم العربي من فلسطين مما قد يؤدي إلى ضمه لشرق الأردن، لم يمضي على هذا الإعلان أربع وعشرين ساعة حتى قام إسحاق شامير زعيم منظمة شتيرن باغتياله في مدينة القدس، على أثر هذا الإعلان بادر الحاج أمين الحسيني مفتي فلسطين الأكبر إلى دعوة الحركة الوطنية الفلسطينية إلى مؤتمر يعقد في مدينة غزة وقد شارك سعيد السبع في هذا المؤتمر بعد تلقيه دعوة من الهيئة العربية العليا لفلسطين لتشكيل حكومة عموم فلسطين التي أعلنت يوم 23 سبتمبر 1948 برئاسة أحمد حلمي عبد الباقي.

## تعريب الجيش الأردني
قبل التحاقه بالجيش العربي الأردني تعرف على أفكار حزب البعث العربي الاشتراكي وأعجب بها وقد تأثر بشقيقه الأكبر أحمد السبع المتخرج من الجامعة الأميركية في بيروت والحامل للأفكار القومية، وفي مدينة رام الله تعرف على عبد الله الريماوي وعبد الله نعواس، وحضر معهم عددا من الخلوات التي ضمت البعثيين الأوائل، كان ذلك في أواسط 1949 وهو نفس العام الذي تقدم به شقيقه أحمد السبع ومعه سبعة أعضاء حزبيين بكتاب للحاكم الإداري لمدينة القدس عبد الله التل يطلبون فيها ترخيصا لحزب البعث يوم 20 يونيو 1949،
في تلك الفترة التحق بالجيش العربي الأردني وتخرج يوم 13 نوفمبر 1954 برتبة ملازم ثان رقمه العسكري (512)، خلال فترة وجوده في الجيش تعرف على حركة التنظيم السري للضباط الوطنيين في الجيش العربي التي تأسست عام 1950 لطرد القيادة الأجنبية من الجيش العربي، وقد تضاعفت جهود هذه الحركة بعد نجاح ثورة 23 يوليو في مصر عام 1952، فتم تغيير اسم الحركة من التنظيم السري للضباط الوطنيين إلى حركة الضباط الأحرار الأردنيين، وذلك تيمنا بالحركة المصرية. وكان للمد القومي الذي شهدته الدول العربية بعد الثورة المصرية الأثر الأكبر في إصرار أعضاء حركة الضباط الأردنيين على السير على خطى مصر بحكم عبد الناصر بالتحرر من الهيمنة البريطانية على الأردن، وذلك من خلال إنجاز نفس المهمة الثورية التي نفذها الضباط الأحرار في مصر، وكان هدفهم الأساسي غلوب باشا، الذي يمثل رمزا للسيطرة الأجنبية على القوات المسلحة الأردنية، والحياة السياسية والاقتصادية في الأردن.
فكان ضمن المجموعة الأولى للضباط الذين شكّلوا طليعة الجيش في حركته يوم 1 مارس 1956، والذين كانوا أعضاء في التنظيم السرّي واشتركوا في تنفيذ قرار تعريب قيادة الجيش العربي وطرد الجنرال غلوب باشا وإلغاء المعاهدة الأردنية / البريطانية، يقول نذير رشيد أن غلوب باشا علم بوجود تنظيم الضباط الأحرار الأردنيين فلجأ إلى نقلهم ملحقين عسكريين خارج الأردن، كما امتنع عن ترقية بعض القادة، وحاول منع الضباط من التعاطي بالأمور السياسية، خاصة عندما علم بوجود نشرة سرية يصدرها بعض الضباط الأردنيين، وكانت تعدها المخابرات المصرية وتوزع في الأردن، أما علي أبو نوار فقد ذكر في كتابه حيت تلاشت العرب تفاصيل عملية تعريب الجيش الأردني وأن الملك حسين اتخذ قراره بتعريب قيادة الجيش وأصدر أمره إلى أعضاء تنظيم الضباط الأحرار لتنفيذ القرار كما ذكر أسماء الضباط الذين شكلوا طليعة الجيش يوم تعريبه وهم:
- القائد الركن: علي أبو نوار، قائد حركة الضباط.
- القائد الركن: محمود الروسان، ملحق عسكري في واشنطن.

| ” | قسم حركة الضباط الأحرار الأردنيين: «أقسم بشرفي ومعتقدي، أن أكون مخلصاً لحركة الضباط الأحرار، منفذاً لأوامرها، وملتزماً بنظامها الأساسي، بكل صدق وإخلاص، والله على ما أقول شهيد» | “ |
|   | |   |

- القائد: محمود الموسى.
- الرئيس: أحمد زعرور.
- الرئيس: قاسم الناصر، كان معفى من الخدمة ومن مؤسسي الحركة.
- الرئيس: سلامة عتيّـق.
- الملازم الأول: مازن عجلوني.
- الملازم الأول: عصام الجندي.
- الملازم الثاني: الشريف زيد بن شاكر.
- الملازم الثاني: غازي عربيات.
- الملازم الثاني: عدنان صدقي القاسم.
- الملازم الثاني: ياسين الساطي.
- الملازم الثاني: سعيد السبع.
- الملازم الثاني: محمد عربيات[17][18]

أدى قرار تعريب قيادة الجيش العربي إلى توتر العلاقات مع الولايات المتحدة وبريطانيا من جهة، وإلى تحسنها مع مصر عبد الناصر وسوريا من ناحيةٍ أخرى.

### معركة قلقيلية والعدوان الثلاثي
بعد تعريب قيادة الجيش العربي وطرد الجنرال غلوب باشا تم تعينه في جهاز الاستخبارات العسكرية وفي يوم الأربعاء تاريخ 10 أكتوبر1956 بينما كان في منزل عمه عبد الرحيم السبع جاء صديقه محمود زهران الملقب محمود الأشوح، ليخبره أنه عاد للتّو من الأراضي المحتلة بينما كان يقوم بمهاجمة قرية كفار سابا وهي إحدى الكيبوتسات الصهيونية الحدودية القريبة من مدينة قلقيلية، وعند اجتيازه السكة الحديدية شاهد سيارات عسكرية إسرائيلية بلا أنوار كاشفة تقف وتنزل الأسلحة والجنود حول قلقيلية. كان هذا الحديث على مسمع عمه رئيس بلدية قلقيلية عبد الرحيم السبع الذي استدعي أعضاء المجلس البلدي ومخاتير قلقيلية وقادة الحرس الوطني للاجتماع بهم على عجل في مبنى بلدية قلقيلية، وبعد أن تأكد من رواية محمود الأشوح أمر بتوزيع الأسلحة والذخائر على كل الشباب في الخنادق الأمامية وأوصى قادة الحرس الوطني الأردني أن لا تطلق أي رصاصة على الجيش الإسرائيلي إلا على مسافة قاتلة، وكلمة السر كانت بين الحرس الوطني (مازن).
خلال الاجتماع في مبنى البلدية طلب محمود الأشوح من الحضور الموافقة على مهاجمة الجيش الإسرائيلي في تجمعاتهم بواسطة قوة من الحرس الوطني قبيل أن يهجموا على قلقيلية، فرفض طلبه بالإجماع خوفاً من ردود الأفعال الإسرائيلية على قلقيلية. وخلال نصف ساعة انتشر المسلحين بعد أن تم تقسيمهم إلى ثلاثة مجموعات بقيادة محمود الأشوح وسعيد السبع وأبو يوسف الكايد على الخنادق الشمالية والغربية والشرقية بينما بقي عبد الرحيم السبع في مبنى البلدية مع أعضاء المجلس البلدي تحت الحراسة المشدّدة. وعند الساعة العاشرة إلا عشر دقائق شعر الحرس الوطني بوصول الدفعة الأولى من الجيش الإسرائيلي راجلة تتسلل بين أشجار الجوافة تتجه إلى احتلال مركز الشرطة الواقع في شمال قلقيلية، وعند وصولهم إلى مرمى النار فتحت عليهم النار وتراجعت القوة الإسرائيلية تاركين قتلاهم في ساحة المعركة وبعد ذلك شمل القتال كل الجبهات حول قلقيلية ودخلت الدبابات الإسرائيلية شوارع قلقيلية وبدأت الطائرات تقصف القوات المسلحة الأردنية التي حاصرت قوة عسكرية إسرائيلية شرق قرية النبي إلياس. وقد استشهد في هذه المعركة اثنان وخمسون شهيداً من الحرس الوطني والقوات المسلحة الأردنية من بينهم أحد قادة الجيش الشهيد غازي الكباريتي، وفي صباح يوم الخميس دخل القوات المسلحة الأردنية إلى قلقيلية وانسحبت القوات الإسرائيلية من قلقيلية تاركين قتلاهم على أرض المعركة. في تلك المعركة تم تدمير منزل عمه عبد الرحيم السبع إضافة إلى منزل والده الحاج نمر السبع كما قصفت القوات الاسرائيلية السيارة العسكرية التي كانت بحوزته متوقفة امام منزل عمه.
بعد معركة قلقيلية مباشرة وخلال عمله في الاستخبارات العسكرية وصلته معلومات من أحد الفلسطينيين من أبناء بئر السبع عن انزال قوات فرنسية وبريطانية في منطقة النقب جنوب فلسطين المحتلة فقام بإرسال هذه المعلومات إلى كمال الدين رفعت عضو تنظيم حركة الضباط الأحرار (مصر)، استفاد المصريون من هذه المعلومات لمواجهة العدوان الثلاثي الذي وقع يوم 29 أكتوبر 1956 على مصر.

### انقلاب علي أبو نوار
في عام 1957 وعلى إثر احتجاجات شعبية شهدها الأردن بعد استقالة حكومة سليمان النابلسي وانتكاس التجربة الديمقراطية في الأردن اتهم بمشاركته يوم 13 أبريل 1957 بمحاولة الانقلاب على النظام الملكي في الأردن، فيما عرف بحركة علي أبو نوار، فتمت محاكمته، وصدر عليه حكم بالإعدام فذهب إلى سوريا لاجئًا سياسيًا، وأثناء مغادرته الأردن إلى سوريا أوقفه ضابط أردني عند نقطة قريبة من الحدود السورية الأردنية كان سعيد السبع متنكرا بزي شيخ عربي تعرض لحادث سير ولديه إصابة برأسه فنظر إليه الضابط الأردني قائلا (مساءك سعيد. لا يعبر الليل إلا السباع. الله معك) كانت هذه إشارة من الضباط الأردني الذي عرفه ولم يوقفه، وعند الوصول إلى الحدود السورية انتقل إلى درعا حيث استقبله الضابط السوري عبد الرحمن خليفاوي والذي أصبح وزيرا للداخلية ثم رئيسا للوزراء ومن هناك انتقل إلى دمشق لمقابلة عبد الحميد السراج الذي كان يرأس المكتب الثاني (المخابرات)، ومن دمشق سافر إلى القاهرة للقاء كمال الدين رفعت وخلال وجوده في الفندق زاره فاروق القدومي الذي كان ناشطا بحزب البعث العربي الاشتراكي في ذلك الوقت ويرتبط معه بعلاقة قربى من جهة والدته وبرفقته ياسر عرفات وصلاح خلف كان هذا أول لقاء ومعرفة بهم ومن ثم عاد إلى سوريا ليشهد في 22 فبراير 1958 الوحدة العربية الوحيدة التي ولدت في القرن العشرين وانتهت بعد ثلاث سنوات وسبعة أشهر من ولادتها. وهي الجمهورية العربية المتحدة برئاسة جمال عبد الناصر. في تلك الفترة تعرف على زوجته اللبنانية نجوى محمد بك العمر المرعبي حيث كانت برفقة عائلتها في دمشق هربا من أحداث 1958 والتي عمّت لبنان آنذاك.

## الخلاف مع حزب البعث
خلال فترة لجوئه في سوريا، شارك في المؤتمر القومي الثالث لحزب البعث العربي الاشتراكي والذي عُقد في بيروت بصيف 1959، وهناك وقع خلاف عميق مع قيادة الحزب المتمثلة آنذاك بميشيل عفلق وصلاح البيطار وأكرم الحوراني، على خلفية العلاقة مع الرئيس جمال عبد الناصر والوحدة السورية المصرية، وكان سعيد السبع واضحاً حاسماً في هذا الأمر، فقد أخذ جانب القيادة التي يمثلها عبد الله الريماوي فترك الحزب مع بسام الشكعة، أدى هذا الأمر إلى انشقاق في صفوف حزب البعث العربي الاشتراكي فيما عرف «بانشقاق الريماوي» نسبة إلى عبد الله الريماوي وزير خارجية الأردن الاسبق. لم يكن هذا التيار وحده في الخط المغاير لخط البعث والمعترض على خلاف البعث مع جمال عبد الناصر، بل شاركه العديد من القيادات والبعثيين الأعضاء، لاسيّما في الضفة الغربية والأردن، شكّل هذا التيار ما عرف بالقيادة الثورية لحزب البعث. لكن هذه القيادة انكفأت لمصلحة فكرة (الحركة العربية الواحدة) التي دعا إليها الرئيس جمال عبد الناصر وكان عبد الله الريماوي وفؤاد الركابي أحد أبرز منظريها.

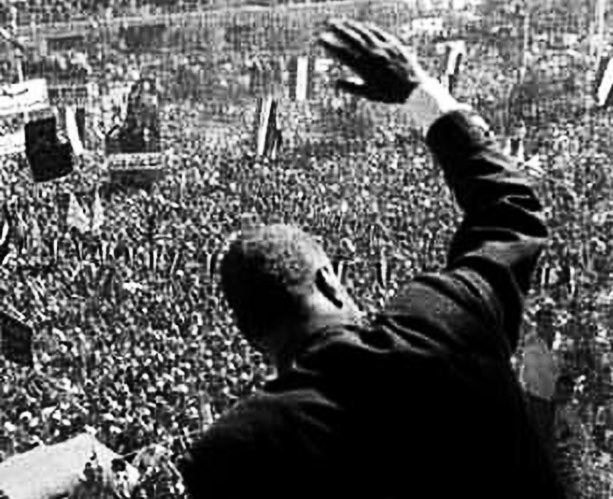
جمال عبد الناصر يلوّح لحشود في دمشق، خلال فترة الوحدة السورية المصرية، أكتوبر 1960

## سقوط الوحدة وبداية رحلة
صبيحة يوم 28 سبتمبر / أيلول 1961 استفاق على انتشار كثيف لوحدات الجيش السوري في شوارع دمشق والدبابات تملأ الساحات العامة ومبنى الإذاعة والتلفزيون، عندها اتصل باللواء علي أبو نوار مستفسرا فاخبره ان مقر رئاسة الأركان في دمشق أصبحت بيد الانفصاليين، كما تم محاصرة منزل عبد الحكيم عامر في شارع عدنان المالكي بدمشق، وان المقدم عبد الكريم النحلاوي قاد انقلابًا واسقط الوحدة السورية-المصرية، شكل الانفصال خيبة كبرى تضاف الي الخيبات التي عاشها منذ احتلال وطنه عام 1948، في ذلك الوقت اجرى اتصالا مع الضابط المصري زغلول عبد الرحمن الذي رتب امر انتقاله من دمشق إلى بيروت، ومن هناك توجه إلى القاهرة لاجئا سياسيا، خلال وجوده في مصر كان يتردد على نادي الجزيرة حاله كحال اللاجئين السياسيين الأردنيين والعرب، في تلك الفترة تعرف على قادة حركات التحرر في الوطن العربي الذين وجدوا في مصر جمال عبد الناصر ملجأ لهم، فالتقى مع محمد بن عبد الكريم الخطابي الذي قاد الثورة الريفية ضد الاستعمارين الإسباني والفرنسي للمغرب، وسلطان لحج علي عبد الكريم العبدلي الذي عارض سياسة بريطانيا في اليمن وصدام حسين الذي لجاء إلى القاهرة بعد محاولة اغتيال عبد الكريم قاسم، كما تعرف على قادة الثورة الجزائرية في مصر. وفي عام 1965 عاد إلى الأردن إثر إصدار الملك الحسين بن طلال لعفو عام شمله ورفاقه من أعضاء حركة الضباط الأحرار الأردنيين.

## افتتاح مكتب الجزائر

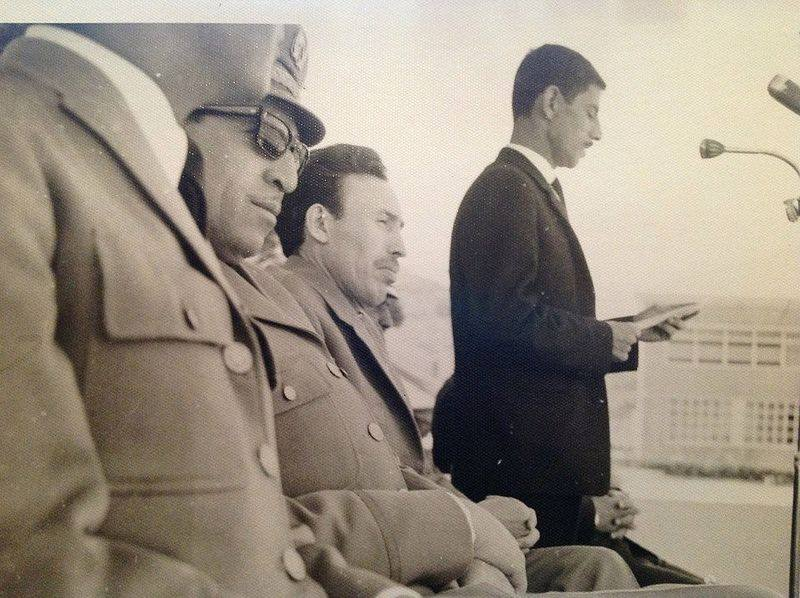
سعيد السبع يلقي كلمة بحضور الرئيس هواري بو مدين في كلية شرشال العسكرية 1965

بعد تأسيس منظمة التحرير الفلسطينية أصدرت اللجنة التنفيذية لمنظمة التحرير الفلسطينية التي كانت برئاسة أحمد الشقيري قرارا عيّنت بموجبه سعيد السبع ممثلا لها في الجزائر فوصلها في صيف 1965 وقد قام الرئيس هواري بو مدين بتقديم مقر لمنظمة التحرير الفلسطينية كان يشغله الجنرال
شارل ديغول خلال فترة الاستعمار الفرنسي للجزائر ليكون مقراً لفلسطين ساهم سعيد السبع في تلك الفترة بحملة تعريب الجزائر من خلال إرسال ألفان وخمسمائة مدرس فلسطيني بناء على طلب الحكومة الجزائرية.
في تلك الفترة اتفق مع الرئيس هواري بومدين الذي كان يتولى وزارة الدفاع الوطني على تدريب الضباط الفلسطينيين فتم تخريج أول دفعة من كلية شرشال العسكرية في عام 1966 بحضور الرئيس هواري بو مدين ورئيس الاركان طاهر زبيري ومدير كلية شرشال بوجنان أحمد لقبه العقيد عباس
خلال تواجده في الجزائر، وبينما كان يتحضر للنوم، رنَّ باب منزله ونظرا لحذره الشديد فقد نظر من العين السحرية للباب، وخاصة أن لا أحد يقوم بزيارته في المنزل ولا يوجد لديه حرس ومرافقين، لكنه تفاجئ بوجود ثلاثة مقنعين على باب منزله، فما كان منه إلا الاتصال على الأجهزة الأمنية الجزائرية، التي هرعت إلى المكان وبدأت تحقيقات من دون الوصول إلى أي نتيجة، بعد انتهاء مدة خدمته مديراً لمكتب منظمة التحرير الفلسطينية في الجزائر وانتقاله إلى السودان كرّمه الرئيس هواري بو مدين وقيادة الثورة الجزائرية بأن منحه سيف الأمير عبد القادر الجزائري والذي يعتبر مؤسس الدولة الجزائرية الحديثة ورمز للمقاومة الجزائرية ضد الاستعمار والاضطهاد الفرنسي.

## افتتاح مكتب السودان
في النصف الثاني من عام 1966 وصل سعيد السبع إلى الخرطوم بعد أن أصدرت اللجنة التنفيذية لمنظمة التحرير الفلسطينية قرارا بتعينه ممثلا لها في السودان وقد عمل على تعزيز العلاقات مع مختلف الأحزاب السودانية إضافة إلى زعماء الطريقتين المهدية والختمية في ذلك الوقت اجتمع مع السيد علي الميرغني زعيم الطريقة الختمية الذي قدم له هدية عبارة عن عشرة آلاف رأس بقر كدعم لمنظمة التحرير الفلسطينية فقام سعيد السبع بإرسال برقية إلى أحمد الشقيري يعلمه بأمر الهدية فطلب منه تحويلها للجيش المصري المُرابط في سيناء.
واستصدر قرارا من الحكومة السودانية باعتماد يوم 29 نوفمبر من كل عام لبدء الفعاليات المؤيدة لفلسطين ضمن (أسبوع نصرة فلسطين) كما أنه اتفق مع وزير التربية السوداني على أن تقوم المدارس السودانية بتخصيص الحصة الأولى للتعريف بالقضية الفلسطينية ويستمر هذا النشاط لمدة أسبوع.
خلال وجوده في الخرطوم شنت إسرائيل عدوانا استهدف قرية السموع يوم 13 نوفمبر 1966، جنوب الضفة الغربية التابعة للمملكة الأردنية الهاشمية آنذاك حيث نشبت معركة عنيفة بين الجيشين الإسرائيلي والأردني على إثر مصرع ثلاث جنود إسرائيليين بانفجار لغم أرضي في جنوب الخط الأخضر. وكانت نتيجة تلك المعركة استشهاد العديد من الجنود الأردنيين، وتم تسوية 125 منزل بالأرض. وكانت تلك المعركة من أحد العوامل التي أدت إلى حرب الأيام الستة في 1967، التي اندلعت يوم 5 يونيو 1967 وكان من نتائجها احتلال ما تبقى من فلسطين التاريخية، الضفة الغربية وقطاع غزة إضافة إلى أراضي سيناء والجولان وقد تتداعى العرب إلى مؤتمر قمة عُقد في الخرطوم وذلك لبحث تداعيات النكسة، يومها مارس الحبيب بورقيبة عبر رئيس وزرائه الباهي الأدغم ضغوطًا على جامعة الدول العربية والحكومة السودانية لمنع وفد منظمة التحرير الفلسطينية ورئيسها أحمد الشقيري من حضور القمة العربية، في تلك الفترة أوفد الشقيري شفيق الحوت إلى الخرطوم، واتفق معه على فتح حوار مع الحكومة السودانية لإقناعها بضرورة مشاركة وفد منظمة التحرير في مؤتمر الخرطوم فمن غير الممكن مناقشة قضية فلسطين بمعزل عن أهلها، وفي حال لم تستجيب الحكومة السودانية للطلب الفلسطيني يقوم سعيد السبع بإبلاغ أحمد الشقيري وترتيب دخوله إلى الخرطوم من أجل الاعتصام بالجامع وتحريض الشعب السوداني على حكومته والأنظمة العربية التي تعترض على مشاركة الوفد الفلسطيني بمؤتمر الخرطوم،
ويروي شفيق الحوت في كتابه «عشرون عاماً في منظمة التحرير الفلسطينية» أنه وخلال حواره مع محمد أحمد المحجوب رئيس وزراء السودان وبعد أن وافق على دعوة أحمد الشقيري طلب أن يتحدث مع سعيد السبع عبر الهاتف فقال له المحجوب (لم يكن يكفينا السبع حتى يرسل لنا أحمد الشقيري الحوت، نحن ناقصنا وحوش في السودان

### مؤتمر اللاءات الثلاثة
| ” | يعتقد كثيرون أن اللاءات الثلاثة (لا صلح لا اعتراف لا تفاوض) تعود للرئيس جمال عبد الناصر، لكن الحقيقة أن هذه اللاءات هي اختصار للمذكرة الفلسطينية التي قدمها وفد منظمة التحرير الفلسطينية في مؤتمر الخرطوم عام 1967 التي أصبحت شعار لمرحلة طويلة من الصراع بين الفلسطينيين والاسرائيليين حتى وقّع ياسر عرفات اتفاقية أوسلو 1993. | “ |
|   | |   |

بعد هزيمة حزيران 1967 عقد مؤتمر القمة العربي في الخرطوم بتاريخ 29 أغسطس 1967 وفد ترأس أحمد الشقيري وفد منظمة التحرير الفلسطينية الذي ضم سعيد السبع
وشفيق الحوت فيما عرف بمؤتمر اللاءات الثلاثة لا صلح لا تفاوض لا اعتراف تلا فيه أحمد الشقيري مذكرة باسم منظمة التحرير الفلسطينية تتلخص في الآتي:
- أولاً لا صلح وتعايش مع إسرائيل.
- ثانياً رفض المفاوضات مع إسرائيل وعدم الاعتراف بالاحتلال السابق (احتلال الأراضي الفلسطينية عام 1948).
- ثالثا عدم الموافقة على أي تسوية فيها مساس بالقضية الفلسطينية وما يؤدي تصفيتها.
- رابعًا عدم التخلي عن قطاع غزة والضفة الغربية ومنطقة الحمة وتأكيد على عروبة القدس خاصةً.
- خامسًا في نطاق الاتصالات الدولية في هيئة الأمم المتحدة وخارجها لا تنفرد أي دولة عربية بقبول أي حلول لقضية فلسطين.
- سادسًا التركيز الدائم المستمر على الصعيدين العربي والدولي في أن قضية فلسطين وأن تكن قضية عربية مصيرية إلا أن شعبها هو صاحب الحق الأول في وطنه الذي يقرر مصيره

وبذلك رفع الوفد الفلسطيني أربع لاءات لا صلح ولا اعتراف بإسرائيل ولا انفراد لدولة عربية بالحل بيد أن المؤتمر لم يقرر سوى الثلاث الأولى فقط.
واقترح أحمد الشقيري على مؤتمر قمة الخرطوم باسم منظمة التحرير الفلسطينية إصدار قرارات تطالب بالوفاء بالالتزامات المالية تجاه منظمة التحرير الفلسطينية وجيش التحرير الفلسطيني وتمكن المنظمة من تحمل مسؤوليتها عن تنظيم الشعب الفلسطيني، وتعزيز جيش التحرير الفلسطيني واستكمال سلطتها عليه، وإنشاء معسكرات لتدريب الفلسطينيين في الدول العربية بالتعاون مع المنظمة وتمكين هذه الأخيرة من استيفاء ضريبة التحرير من الفلسطيني وغادر أحمد الشقيري والوفد المرافق له المؤتمر ورفضوا كافة محاولات إعادتهم إليه إثر رفض القمة العربية لاقتراح ألا تنفرد أيّة دولة عربية بقبول أيّة تسوية للقضية الفلسطينية ورفض الموافقة على اقتراح الدعوة إلى مؤتمر قمة عربي للنظر في أي حلول مقترحة مستقبلا للقضية الفلسطينية وتحضره منظمة التحرير الفلسطينية.

### استقالة أحمد الشقيري
خلال مشاركته في مؤتمر القمة العربية بالخرطوم 1967 اصطدم أحمد الشقيري من موقعه كرئيس منظمة التحرير مع القادة العرب محملا إياهم مسؤولية ضياع ما تبقى من فلسطين (الضفة الغربية وقطاع غزة) وأثناء المشادّة الكلامية التفت شفيق الحوت نحو سعيد السبع وقال بصوت منخفض وواهن: يبدو أن صديقنا انتهى لم يترك له حليف ماذا يبقي للشقيري بعد اصطدامه بأغلب القادة العرب؟ بينما كان النقاش محتدا وصعبا، داخل القاعة، كان فريق الموساد المكون من دافيد قمحي مايك هراري شبتاي شافيت و‌اوري لوبراني خارج القاعة متنكرين تحت غطاء «إعلامي» بوصفهما صحافيين أجانب يحصون أنفاس الوفد الفلسطيني المشارك في مؤتمر الخرطوم، وجود فريق الموساد أكده الكاتب المختص بالشؤون الاستخبارية، يوسي مليمان. حيث أشار في كتابه «حرب الظلال -الموساد والمؤسسة الأمنية» إلى أن وكيل الموساد، دافيد قمحي، انتحل شخصية صحفي بريطاني ونقل وقائع مؤتمر القمة العربية في الخرطوم 1967، الذي عرف بمؤتمر «اللاءات الثلاثة». بعد انتهاء المؤتمر بدأت حملة احتجاجات داخل اللجنة التنفيذية تطالب باستقالته وكانت ذروتها يوم 14 ديسمبر 1967، عندما رفع سبعة من أعضاء اللجنة التنفيذية لمنظمة التحرير الفلسطينية، مذكرة إلى أحمد الشقيري مطالبين بالتنحي عن الرئاسة، «للأساليب التي تمارسون بها أعمال المنظمة». وأعلنوا استقالتهم من اللجنة. وهم: يحيى حمودة، ونمر المصري، وبهجت أبو غربية، وأسامة النقيب، ووجيه المدني، ويوسف عبد الرحيم، وعبد الخالق يغمور. وقد بادر الشقيري يوم 19 ديسمبر1967 إلى فصلهم جميعاً. لكن مصير الشقيري تحدد يوم 20 ديسمبر 1967 عندما انضم إلى المعارضين عبد المجيد شومان رئيس الصندوق القومي الفلسطيني الذي قدم استقالته، وبذلك أصبح العدد ثمانية أعضاء من الخمسة عشر، وسرعان ما توالت المطالبة بتنحيته، من حركة فتح، والجبهة الشعبية لتحرير فلسطين، ما اضطر الشقيري، إلى دعوة اللجنة التنفيذية بكامل أعضائهـا، إلى جلسة عقدت برئاسته، في مقر منظمة التحرير الفلسطينية بالقاهرة يوم 24 ديسمبر 1967 ولكنه رفض أن يقدم استقالته إليهم، وقال: أنا هنا جئت باسم الشعب، فأقدم استقالتي للشعب الفلسطيني. وهكذا وجه للشعب الفلسطيني في الخامس والعشرين من الشهر نفسه نداء أعلن فيه أنه قد تنازل عن رئاسة منظمة التحرير الفلسطينية عندها قررت اللجنة التنفيذية أن يتولى يحيى حمودة أحد أعضائها رئاسة المنظمة بالوكالة إلى حين انعقاد المجلس الوطني الفلسطيني. ودعت في 25 ديسمبر1967 إلى القيادة الجماعية،
ويعلّل الشقيري استقالته؛ بأنها ترجع إلى «مشكلته» مع «الملوك والرؤساء العرب، الذين لا يمكنه العمل معهم، ولا يمكن العمل بدونهم؛ وهذه هي المشكلة». ويرى أن للصحافة المصرية دوراً في استقالته وأرسل أحمد الشقيري بكتاب استقالته إلى الأمين العام لجامعة الدول العربية، مع كتاب آخـر باعتماد يحيى حمودة، ممثلاً لفلسطين لدى جامعة الدول العربية.

### بداية الانهيار

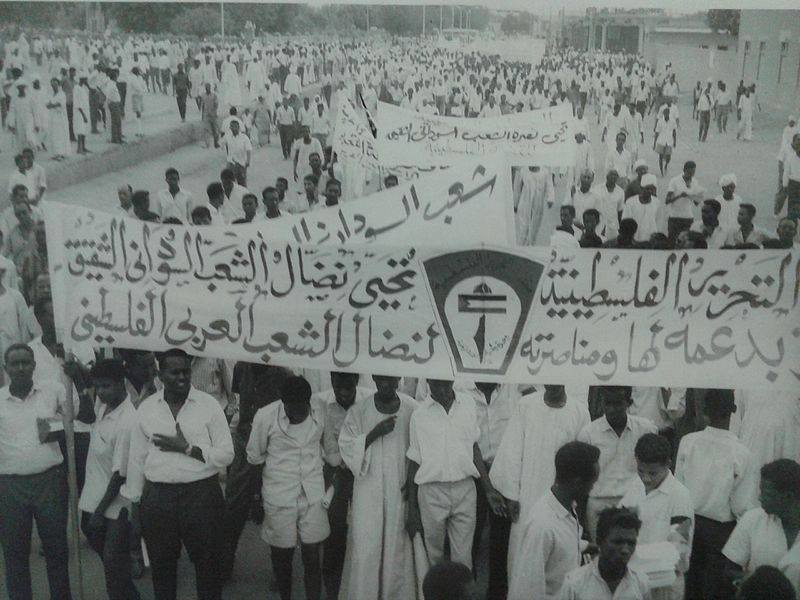
مسيرات شعبية سودانية نصرة لفلسطين نظمها سعيد السبع خلال تواجده في الخرطوم

شكلت استقالة أحمد الشقيري ضربة كبيرة للشقيريين وهم الآباء المؤسسون للمنظمة الذين كانوا إلى جانب الشقيري مؤسس منظمة التحرير الأول، كان سعيد السبع
وشفيق الحوت وأحمد صدقي الدجاني وحيدر عبد الشافي وانيس صايغ وآخرين جزء من هذه الحالة الشقيرية وهو ما يعرف بالتيار القومي العروبي داخل منظمة التحرير الفلسطينية الذين اصطلح على تسميتهم فيما بعد داخل المجلس الوطني الفلسطيني (المستقلين)، في تلك الفترة كيلت للشقيري الاتهامات فلسطينياً، بأنه صنع مؤسسة فلسطينية صورية، طُبخت سياساتها من فوق – أي من خلال الأنظمة العربية – إلاَّ أن هذه المؤسسة كانت في عهده محافظة على ثوابتها الوطنية، ولم تتزحزح عنها قيد أنملة. وأن ورثته في قيادة المنظمة، والذين ناصبوه العداء وكالوا له الاتهامات بالتقصير، ولم يمضِ على قيادتهم لهذه السفينة أقل من شهر على تنحيه، حتى كانوا قد بدأوا بالحيد عن مشروعها الرئيسي، وهو تحرير كامل الأراضي الفلسطينية دون نقصان، وبدأوا في البحث عن حلول سلمية للقضية الفلسطينية لا تتطابق مع نهج وسياسة المنظمة التي أسسها الشقيري. ومهما يكن من أمر، فإن أخطر ما تعرضت له منظمة التحرير الفلسطينية من تطورٍ في برنامجها الوطني بعيد تنحي الشقيري مباشرة، كانت عبر المجالس الوطنية الفلسطينية الواقعة تحت هيمنة الفصائل الفلسطينية، ابتداءً من كانون ثانٍ (يناير) 1968، وحتى عام 1971، وبتأثير من حركة فتح، التي تبنت فكرة إقامة دولة ديمقراطية في فلسطين، يتعايش فيها العرب واليهود. أي أن منظمة التحرير تخلّت عن موقفها الرافض لوجود مهاجرين يهود في فلسطين، بعد أن كانت تعتبرهم مستعمرين عنصريين خلال فترة الشقيري، وكان المبرر لذلك هو كسب تأييد الرأي العام الدولي، واستقطاب القوى والأحزاب السياسية في العالم.
ما إن تولّى يحيى حمودة رئاسة منظمة التحرير الفلسطينية حتى نُسب له تصريح ونقلته جريدة النهار اللبنانية في 3 يناير 1968، أقوال غاية في الخطورة، «إنه يجب مواجهة الأمور وعدم المطالبة بالمستحيل، نحن نقول لليهود حتى الذين أتوا إلى فلسطين بعد 1948: تريدون السلام والتعايش حقاً؟ تحرروا من الصهيونية كحركة سياسية وعقيدة متزمتة عنصرية ودينية، واقبلوا أن تعيشوا مع العرب في دولة فلسطينية، يهودية – عربية حيث يكون لكل فئة حصتها، حسب استحقاقها وحقوقها». وأضاف قائلاً: «كل شيء ممكن، إذا رفض يهود إسرائيل التخلي عن الصهيونية، علينا أن نقتسم فلسطين حسب العدالة والحق، والمعروف أن قسماً من فلسطين كان دائماً للعرب، في هذا الجزء عاش أجدادنا وماتوا ودُفنوا. هذا الجزء هو وطننا وتراثنا الروحي والثقافي، وهو منازلنا وأراضينا وتجارتنا. لم يكن يحق لأحد أن يسلبنا هذه الأملاك، التي هي جزء منا، ليعطيها لشعبٍ يبحث عن وطن لأن اليهود كانوا ضحية الاضطهاد النازي. لقد تمَّ كل شيء الآن ومن السخف أن نطلب من اليهود العودة إلى وطنهم الأصلي. إذا أرادوا البقاء في فلسطين بغير التخلي عن الصهيونية، فليحتّلوا الأجزاء من فلسطين التي لم تكن مستغلة قبل 1948، وليردُّوا إلينا الأجزاء التي سلبوها للعرب، وإلاَّ سيكون الصراع الدائم مهما كانت النتائج. صدّقني أنا ديمقراطي حتى العظم، ومؤيد حقيقي للسلام. ومع هذا يستحيل عليَّ أن أقبل أو أتخيّل الأمر الواقع الإسرائيلي في حالته الراهنة».
في كانون ثانٍ (يناير) 1968، رفع ياسر عرفات وحركة فتح شعار (الهدف) الدولة الديمقراطية العلمانية في فلسطين، وعلل هذا الأمر أن ذلك يقدِّم حلاً إنسانياً تقدّمياً للمشكلتين الفلسطينية والإسرائيلية. ولكن أخطر ما انطوى عليه هذا الحل، أنه تحوُّل عن أهداف منظمة التحرير الفلسطينية، قوامه الاهتمام بالوجود اليهودي القديم والجديد في فلسطين. واعتُبر هذا التحوُّل إيذاناً مبكراً بتسلل ما سُمي فيما بعد بالمواقف المعتدلة داخل منظمة التحرير الفلسطينية، وهي الوجهة التي سيُقدّر لها الاتساع والتمدد بين قيادات منظمة التحرير الفلسطينية. ومن خلال ما سبق بيانه، يتضح أن ما ذكره يحيى حمودة الرئيس الثاني لمنظمة التحرير الفلسطينية، وما تبنّته حركة فتح، إنما خرجا من مشكاةٍ واحدة، وأن ثمة تلاقحاً للأفكار والمواقف، وإن شئنا الدقة فإن توافقاً على تبني هذا المشروع كان موجوداً لدى الطرفين، وذلك على الرغم من إن أحمد الشقيري لم يكن فقط أول من عارض القرار القرار 242، بل ورفض التفاوض مطلقاً مع إسرائيل كما هو معروف.

### ضريبة اللاءات الثلاثة
في 16 سبتمبر 1968 وصلت برقية لسعيد السبع من درويش الابيض مدير عام الصندوق القومي، كان من الواضح أن هذه الرسالة هي بناء على تعليمات من عبد المجيد شومان الذي لعب الدور الأساس بإسقاط أحمد الشقيري، كانت البرقية غير مؤرشفة وفيها استفسار عن مكان إقامته في الخرطوم، واضعا عددا من العقبات الإدارية أمام استمرار عمله في الخرطوم، كان من الواضح أن هناك حملة تستهدف كل من كان على تحالف وثيق مع أحمد الشقيري، كانت هذه الرسالة مترافقة مع قرار نقله من الخرطوم، فقام بتسليم مكتب منظمة التحرير يوم 10 نوفمبر 1968 إلى عبد اللطيف أبو حجلة، وانتقل للعمل بمقر الدائرة السياسية لمنظمة التحرير الفلسطينية في القاهرة، وخلال وجوده هناك حضر دورة المجلس الوطني الفلسطيني الخامسة عن قطاع المستقلين، والتي انتخب فيها ياسر عرفات في 4 فبراير1969 وافتتح الدورة الرئيس جمال عبد الناصر وبعدها بثلاثة أشهر أصدر ياسر عرفات قرارا عيّن بموجبه صبري البنا ممثلا لحركة فتح في الخرطوم، ترافق هذا القرار مع وصول جعفر النميري إلى الحكم بانقلاب عسكري فقام باعتقال رئيس الوزراء محمد أحمد المحجوب وإسماعيل الأزهري رئيس مجلس السيادة السوداني وبذلك كانوا الطرف الثاني الذي يدفع ثمن اللاءات الثلاثة بعد أحمد الشقيري.
يقول صلاح الأزهري شقيق إسماعيل الأزهري أن أخاه تعرض للتسميم خلال فترة سجنه على يد جعفر النميري، بينما يؤكد يقول القيادي الفلسطيني عاطف أبو بكر المنشق عن تنظيم المجلس الثوري جماعة صبري البنا أن الأخير مع جعفر النميري كانوا وراء تسميم الرئيس جمال عبد الناصر خلال زيارته الأخيرة إلى الخرطوم لافتتاح معرض الثورة الفلسطينية يوم 2 يناير 1970، أما روبرت فيسك فقد نشر تقريرا عبر صحيفة ذي إندبندنت البريطانية، يقول فيه إنه حصل على وثائق تثبت أن صبري البنا، كان جاسوسا أمريكيا، يعمل لصالح سي .آي .إيه، وأنه عمل على توريط نظام الرئيس العراقي صدام حسين من خلال إيجاد صلة بينه وبين وزعيم تنظيم القاعدة أسامة بن لادن تمهيداً لإدانة العراق واحتلاله، إلاّ أنّ أجهزة الأمن العراقية اكتشفت دور البنا فقامت بتصفيته.

## اتفاقية القاهرة 1969

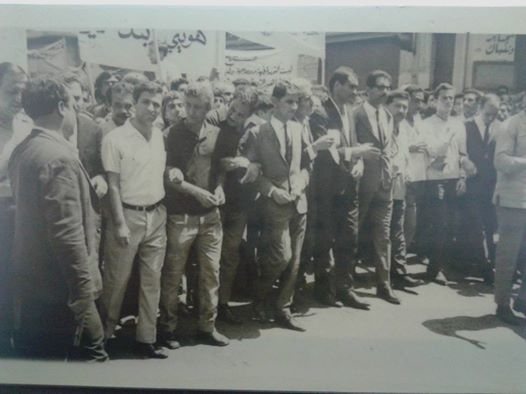
جنازة أول شهيد للثورة الفلسطينية في طرابلس، لبنان عام 1969، ويبدو في الصورة سعيد السبع والد الشهيد محمد الصيادي وفاروق المقدم ومحمود طبو

في بداية عام 1969 انتقل أبو باسل إلى لبنان بعد أن أنهى مهمته في الخرطوم والقاهرة في محاولة لتنظيم العمل الفدائي انطلاقا من لبنان إلا أنه اصطدم بواقع الفلسطينيين المأساوي داخل المخيمات وقوانين الدولة اللبنانية التي تحظر على الفلسطينيين أي نشاط سياسي إضافة إلى تدخل الشعبة الثانية اللبنانية في شؤون فلسطينيين بشكل مهين خلال فترة وجوده في شمال لبنان وقع إشكال فردي يوم 28 أغسطس 1969 داخل مخيم نهر البارد بين مواطنين فلسطينيين وعناصر من الدرك على خلفية بناء مكتب لحركة فتح ما لبث أن تطور إلى انتفاضة شعبية على إثر هذا الحادث أجرى سعيد السبع اتصال هاتفي مع الرائد سامي الخطيب تم على أثرها الإذن ببناء غرفة لقيادة الكفاح المسلح في مخيم نهر البارد. إلا إن قوات الدرك داهمت المخيم وأمرت بوقف البناء. ثم عاود الاتصال مرة أخرى بسامي الخطيب الذي كرر موافقته على الاستمرار في البناء ووعده بإبلاغ ذلك إلى السلطة العسكرية في منطقة الشمال.
وحين جرى استئناف العمل بالبناء في أعقاب الاتصال الثاني عادت السلطة من جديد وداهمت المخيم أدى هذا الأمر إلى صدام عنيف بين المواطنين الفلسطينيين والدرك اللبناني في تلك الفترة أخذ أبو علي إياد قرار القيام بعملية عسكرية واسعة النطاق في شمال لبنان وذلك بهدف إجبار الدولة اللبنانية على تشريع العمل الفدائي انطلاقا من لبنان فتم تنفيذ عملية عسكرية واسعة شملت الحدود الشمالية وتم السيطرة على ستة وسبعون مخفرا وتحرك فاروق المقدم والذي كان منتميا لحركة فتح في ذلك الوقت فسيطر على المخافر في منطقة سير الضنية وقلعة طرابلس الأثرية طبعا لم تكن هذه الخطوة الفلسطينية بعيدة عن زعيم الحركة الوطنية اللبنانية كمال جنبلاط ورشيد كرامي الذي استنكف عن تشكيل الحكومة إلى ما بعد توقيع اتفاق القاهرة 1969 استمرت الأحداث في شمال لبنان إلى أن تم التوقيع الرسمي في 3 نوفمبر 1969 في القاهرة بين ياسر عرفات وقائد الجيش اللبناني إميل بستاني وتحت إشراف وزير الدفاع المصري محمد فوزي.
كُلّف سعيد السبع الإشراف على تطبيق اتفاق القاهرة 1969 في شمال لبنان فقام بإعادة الاسلحة وتسليم المخافر وقلعة طرابلس الأثرية إلى الجيش اللبناني إلا أنه اصطدم مع فاروق المقدم الذي رفض الانسحاب من قلعة طرابلس الأثرية معتبراً أن الثورة الفلسطينية تخلت عنه لصالح الاتفاق مع الدولة اللبنانية فترك حركة فتح وعمد إلى تأسيس حركة التمرد والتي عرفت فيما بعد بحركة 24 تشرين. أتاح اتفاق القاهرة تنظيم العمل الفدائي فبادر أبو باسل إلى تأسيس قاعدة الشيخ زناد في عكار شمال لبنان كما أنه أرسل العديد من الشباب اللبناني والفلسطيني للتدريب في قاعدة المنطار القريبة من طرطوس في تلك الفترة خطط لعدد كبير من العمليات مع ابن خاله الشهيد أبو علي إياد من ضمنها عملية خطف أول جندي إسرائيلي (صمؤيل روزن فايزر) كما أنه أرسل في شهر آب من عام 1970 مجموعة أخرى بقيادة عمر موح ولقبه (زيغود) من مخيم نهر البارد لتنفيذ عملية أسر جندي إسرائيلي آخر وتم تحديد الهدف ما بين موقع المالكية (فلسطين) والمنارة، طبريا القريبة من الحدود اللبنانية الجنوبية استمرت المعركة طوال الليل وتم أسر جندي إسرائيلي وأثناء انسحاب المجموعة دارت معركة أخرى بعد أن أحضر الاحتلال قوات إسناد ودعموا هجومهم بالسلاح الجوي فأُصيب الشهيد عمر موح (زيغود) إصابة بالغة أدت إلى استشهاده ورفيقيه الشهيد موسى وحش العوض والشهيد محمد حليحل وتم تعليق الجثامين على جدار المستعمرة بعد تفخيخها في محاولة من قوات الاحتلال لاستدراج الفدائيين الفلسطينيين على القيام بعملية لاستعادة الجثامين، شكلت هذه العملية نهجا وقدوة لمئات الشباب الذين التحقوا بالمقاومة الفلسطينية والحركة الوطنية اللبنانية وهي تعتبر فاتحة العمليات الفدائية في جنوب لبنان وأصبحت ملكا لتاريخ ومقاومة شعب فلسطين.

## عملية اسر صمؤيل روزن فايزر
وقعت هذه العملية بتاريخ 1-1-1970 في منطقةالمطلة على الحدود بين لبنان و‌فلسطين المحتلة عندما أرسل سعيد السبع خمسة عشر رجلا بتاريخ 12-12-1969 من قاعدة الشيخ زناد التي أسسها في عكار بشمال لبنان وجزء منهم من قاعدة المنطار القريبة من طرطوس إلى قاعدة في منطقة العرقوب كانت تحت إمرة الشهيد حسين الهيبي، كان جميع أفراد المجموعة المنفذة أعضاء ناشطين في حركة فتح وهذه العملية هي بناء على اتفاق مسبق بين سعيد السبع وابن خاله وليد أحمد نمر النصر الملقب أبو علي إياد الذي وصل إلى منطقة العرقوب يوم رأس السنة واجتمع مع أفراد المجموعة التي كان على رأسها إبراهيم الشناوي  الذي أخذ من أبو علي إياد الضوء الاخضر لتنفيذ عملية خطف جندي إسرائيلي ومن هناك تم اقتحام الحدود، كانت العملية بهدفين الأول زرع متفجرات على الطرق التي يسلكها جيش الاحتلال، إضافة إلى خطف جندي إسرائيلي كان صمؤيل روزن فايزر في فترة خدمته في منطقة المطلة كحارس ليلي عندما وقع في كمين المجموعة الفدائية، وهو من سكان منطقة كريات متزكين قرب حيفا تم نقله على عجل إلى منطقة العرقوب حيث بقي أبو علي إياد بانتظارهم طوال الليل وما إن وصل إبراهيم الشناوي حاملا الجندي الإسرائيلي على كتفه حتى اندفع أبو علي إياد فرحا بهذا الإنجاز الكبير الذي لم يتوقعه فبادر من دون وعي إلى حضن الجندي الأسير قائلا له (أنت جيت أنا ناطرك من زمان) فوضعه بسرعة في سيارته وانطلق به مسرعا نحو الأراضي السورية متخوفا من عملية إسرائيلية مباغتة لتخليص الأسير الذي وقع في أيدي المقاومة ومن دمشق كلّف أبو علي إياد من كان معه التوجه بالجندي الإسرائيلي نحو مدينة حلب السورية ليتم إيهام الجندي أنه أصبح في العراق حيث كانت السيارة التي بها الجندي تدور به في مناطق حلب مدة ثمانية وأربعون ساعة
جنّ جنون غولدا مائير ووزير دفاعها موشيه دايان الذي أصدر في اليوم التالي للعملية أمرًا للواء جولاني وهي وحدة النخبة في الجيش الإسرائيلي للدخول إلى قرية كفركلا اللبنانية الجنوبية، حيث تم خطف تسعة جنود لبنانيين إضافة إلى اثنا عشر مدنيًا ومصادرة عدد من الأسلحة العائدة للجيش كما تم قصف الرادار الموجود في المكان كان الهدف الأساسي من هذه الخطوة تحميل الحكومة اللبنانية المسؤولية عن هذا العمل من أجل أن تضغط بدورها على الفدائيين الفلسطينيين لإعادة الجندي الأسير

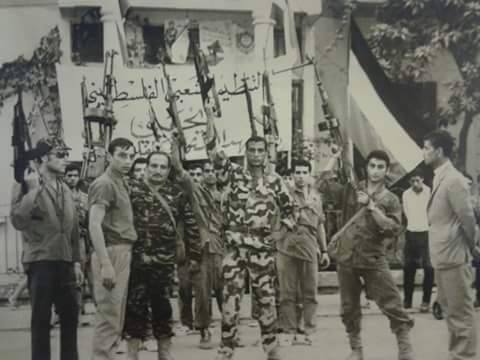
مكتب التنظيم الشعبي الفلسطيني في طرابلس، لبنان عام 1969

بعد عملية الخطف بأربعة أيام أعلنت حركة فتح أن صمؤيل روزن فايزر بحوزتها، وهي جاهزة لعملية تفاوض مباشرة مطالبة بالإفراج عن مئة أسير فلسطيني معتقلين في سجون الاحتلال لكن الحكومة الإسرائيلية لم تكن لتوافق على بدء مفاوضات حول الأسرى حتى لا يعتبر هذا الأمر بمثابة اعتراف بمنظمة التحرير الفلسطينية إضافة إلى اعترافها بالأسرى الفلسطينيين كأسرى حرب تقول الرواية الإسرائيلية عن الحادث أن صمؤيل روزن فايزر تم نقله خارج لبنان إلى سوريا ومن هناك إلى العراق و‌الأردن والحقيقة أن هذه الرواية غير صحيحة حيث تم نقله من العرقوب إلى دمشق ومن هناك إلى حلب وبقي الأسير الإسرائيلي في سيارة أبو علي إياد مع مجموعة من مرافقيه في منطقة حلب لمدة يومين بعدها تم نقله إلى مدينة دمشق، وهناك أجرى مقابلة مع صحفي أجنبي اعتقد فيها الأسير الإسرائيلي أنه في الأردن بينما كان في سجن الغوطة القريب من دمشق التابع لحركة فتح تحت إشراف محمد النصر شقيق أبو علي إياد والذي علّمه اللغة العربية في تلك الفترة أطلق تصريحات يتمنى فيها العودة إلى هنغاريا مسقط رأسه في الأخير وبعد ضغط كبير من الأوساط الدولية إضافة إلى الحكومة اللبنانية تم التوصل إلى تسوية يتم فيها الإفراج فيها عن أول أسير فلسطيني وهو محمود بكر حجازي الذي تم توكيل عنه المحامي الفرنسي الشهير، جاك فرجاس، مقابل صمؤيل روزن فايزر في منطقة الناقورة بتاريخ 28-2-1971

## مقتل أبو علي إياد
لا يعرف على وجه التحديد التاريخ الحقيقي لمقتل أبو علي إياد في أحراش جرش وعجلون بعد معارك ضارية مع القوات المسلحة الأردنية إلا أن أرشيف سعيد السبع يشير إلى تلقيه آخر رسالة من أبو علي إياد خلال فترة حصاره يعود تاريخها إلى يومي 15 يوليو و16 يوليو 1971 وفيها وصف دقيق لمجريات المعركة التي اندلعت يوم 13 يوليو 1971
خاض أبو علي إياد تلك المعركة مع انه لم يكن يتولى أي مسؤوليات في الأردن إنما كان عمله ينحصر في بناء القواعد والإشراف على العمليات التي كانت تنطلق من جنوب لبنان والجولان المحتل[بحاجة لمصدر].
أدى الغياب المفاجئ لأبو علي إياد وإصدار ياسر عرفات بيان استباقي يعلن فيه مقتل أبو علي إياد في الأردن إلى تفجر خلافات عميقة بين أبو عمار وسعيد السبع، كان أبو باسل ضد التسرع بإصدار بيان النعي، لإنه اعتبر أن النعي هو بمثابة إعدام للقائد أبو علي إياد، خاصة أنه من الممكن أن يكون قد وقع في الأسر أو أنه جرح خلال المعارك مع العلم أن الرئيس السوري حافظ الأسد والذي تربطه علاقة مميزة مع أبو علي إياد، أوفد العماد مصطفى طلاس للتفاوض رسميا مع الحكومة الأردنية من أجل تأمين خروجه، كما أنه أرسل سرا وحدة كومندوس من الضباط السوريين برئاسة حكمت الشهابي من أجل البحث عن أبو علي إياد في منطقة الأغوار على الحدود القريبة من فلسطين المحتلة يوم تشييع الجنازة الرمزية لأبو علي إياد في دمشق ووسط حالة من الاحتقان الشديد من قبل أفراد أسرته على ياسر عرفات الذي أصدر بيان النعي، حدثت مشادة كلامية داخل منزل والد أبو علي إياد بين أحد أفراد العائلة وأبو عمار ورفع فيها السلاح بوجه عرفات، وكادت أن تتطور الأمور إلى مذبحة داخل المنزل، كما أن عددا من الضباط الفلسطينيين القريبين من تيار أبو علي أبدى رغبة في تنظيم انتفاضة وانشقاق على قيادة حركة فتح وياسر عرفات، ولكن العائلة لم تكن ترغب أن تتحول دماء أبو علي إلى مناسبة لتفتيت وحدة الصف وإجهاض الثورة الفلسطينية الوليدة، فتم العض على الجرح وتفويت الفرصة على المتربصين.
لا شك أن هذه الحادثة الإهانة تركت في نفس ياسر عرفات أثرًا عميقًا، فبدأ بحملة واسعة تستهدف كل المقربين من أبو علي، فتم إقصاء شقيقه الحاج نصر من أي مسؤولية، كما أنه فرض حصارًا ماليًا على القواعد العسكرية التي تأتمر بأوامر أبو يوسف الكايد، ثم بدأ يحاصر سعيد السبع داخل التنظيم الشعبي الفلسطيني عبر تحريض الجبهة الشعبية لتحرير فلسطين وإقصاء كل الأشخاص القريبين منه، وقد سبق هذه الأمر اغتيال رئيس وزراء الأردن وصفي التل تحت حجة الثأر لأبو علي إياد، لكن الأمر الملفت والغريب أن الذي قام بالعملية هو أبو حسن سلامة المرتبط مع جهاز وكالة الإستخبارات المركزية الأمريكية عبر ضابطها في بيروت روبرت اميس، هذه العملية وغيرها من العمليات مثل ميونيخ 1972 واستهداف السفارة السعودية في الخرطوم عام 1973 تضع العديد من علامات الاستفهام حول الدوافع الغايات.

## التنظيم الشعبي الفلسطيني
في منتصف عام 1971 صدر قرار بتعيين سعيد السبع مديرا عاما لدائرة التنظيم الشعبي نائبا لفاروق القدومي وكانت تعتبر من أهم دوائر منظمة التحرير الفلسطينية حيث أن ربع أعضاء المجلس الوطني الفلسطيني (البرلمان الفلسطيني) يتم فرزهم عبر هذه الدائرة التي يتبع لها الاتحادات والنقابات إضافة إلى المجلس الأعلى لرعاية الشباب الفلسطيني في تلك الفترة أعاد تنظيم الاتحادات والمنظمات الشعبية بعد خروج الثورة الفلسطينية من الأردن فعمل على تنظيم الانتخابات لاتحاد المعلمين والمرأة والعمال والمحامين والأطباء إضافة للكتاب، كما تقدم باقتراح لوزراء الرياضة العرب من أجل تنظيم كأس فلسطين لكرة القدم بدلا من كأس العرب لكرة القدم فتم تبني الاقتراح وعقدت الدورة الأولى في بغداد بالعراق في يناير 1972.
وفي نهاية 1971 وصلته دعوة من جمهورية الصين الشعبية للمشاركة في مؤتمر الصداقة لشعوب آسيا وأفريقيا
سافر إلى الصين على رأس وفدِِ كبير واستمرت هذه الزيارة مدة شهر كامل وكانت بداية لتعاون حقيقي وفعلي بين الطرفين أثمرت عن طلب سعيد السبع لسلاح وعتاد من الجانب الصيني وذلك خلال لقائه مع رئيس وزراء الصين تشو ان لاى وقد جاء هذا الطلب في الوقت الذي كانت فيه الثورة الفلسطينية بأمسّ الحاجة للسلاح خاصة بعد الخروج من الأردن على إثر معارك جرش وعجلون، في ذلك الاجتماع وافق تشو ان لاي على المطلب الفلسطيني مع زيادة الكميات المطلوبة أضعاف الطلب الفلسطيني مما استدعى سعيد السبع للاستفسار عن هذا الأمر من الرئيس تشو ان لاي الذي قال له أن ما طلبته يا رفيق وما زدنا عليه لا يكلفنا إلا مؤتمر صحفي على التلفاز ندعو به الشعب الصيني للعمل دقيقة إضافية لصالح الشعب الفلسطيني بعد أن وافق الصينيون على تزويد الثورة الفلسطينية بباخرة السلاح طلب منهم سعيد السبع تحويلها إلى مرفأ اللاذقية في سوريا، وأجرى اتصالاً مع ياسر عرفات يبلغه بأمر الباخرة، فطلب منه ياسر عرفات تحويلها إلى العراق ووضعها بعهدة معتمد فلسطين في العراق صبري البنا، بحجة أن نظام الرئيس السوري حافظ الأسد سوف يصادرها في حال وصولها إلى مرفأ اللاذقية، وفي منتصف عام 1972 وصلت باخرة السلاح الصينية إلى ميناء البصرة في العراق واستلمها عاطف أبو بكر وإبراهيم صيدم مسؤول التسليح، وتم تخزينها في مستودعات حركة فتح في العراق وعندما انشق صبري البنا المعروف أبو نضال قام بمصادرة السلاح وبيع أجزاء منه، كانت هذه السفينة هي أول مدد لتنظيم المجلس الثوري الذي ظهر عام 1974، وقد قدرت حمولة السفينة بخمسة مليون دولار في ذلك الوقت.

## الموساد يحاول اغتياله
| ” | ما بين استشهاد أبو علي إياد عام 1971 ومحاولة اغتيال سعيد السبع في طرابلس عام 1973 تم تطويع الإرادة الفلسطينية للوصول إلى الحل السياسي عبر برنامج النقاط العشرة. | “ |
|   | |   |

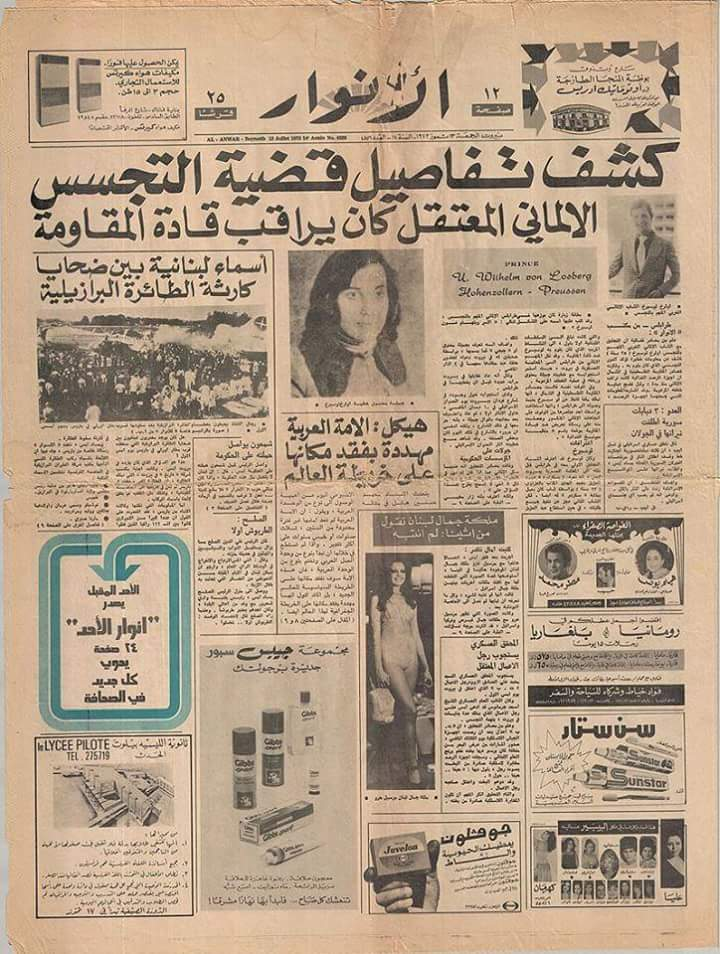
جريدة الأنوار اللبنانية تتحدث عن شبكة الموساد في طرابلس لبنان

في بداية عام 1972 م تقدم سعيد السبع برسالتين إلى رئيس اللجنة الأولمبية الدولية السيد أفري بروندج يطلب فيها المشاركة بوفد فلسطيني في بطولة الألعاب الأولمبية، وذلك عندما كان يرأس المجلس الأعلى لرعاية الشباب الفلسطيني إلا أن الحكومة الألمانية رفضت الطلب الفلسطيني وعلى إثر هذا الرفض أخذ الشهيد صلاح خلف قراراً بإرسال مجموعة من منظمة أيلول الأسود إلى ميونخ لخطف أعضاء الفريق الإسرائيلي والمطالبة بالإفراج عن 234 فلسطينيا معتقلين في السجون الإسرائيلية إضافة إلى أولريك ماينهوف واندرياس بادر زعيما منظمة بادر ماينهوف الألمانية بعد عملية ميونخ وضعت غولدا مائير قائمة اغتيالات لعدد من قادة المقاومة الفلسطينية فوصله مايك هراري رئيس وحدة كيدون الإسرائيلية بعد عملية فردان مباشرة والتي وقعت بتاريخ 10/4/1973 وأقام مع مجموعته حول منزله في طرابلس (لبنان) إلا أن تحركات داني ياتوم المريبة والذي كان تحت اسم (اورلخ لوسبرغ) حامل جواز سفر ألماني مزور والذي سكن في شقة خطيبته جميلة معتوق المواجهة لشقة سعيد السبع دفعت أبو باسل لتكليف عدد من الفدائيين لمراقبته فتبين أنه يتردد على محل رينوار للتصوير في شارع عزمي وسط مدينة طرابلس (لبنان) وعند مراجعة صاحب المحل تبيّن أن لديه مغلف صور يحتوي على كل أقسام منزل سعيد السبع بالعدسة المكبرة وتعود ملكيته للسائح الإسكتلندي جيمس بول (اسمه الحقيقي تسفي زامير) أدى هذا الكشف إلى إفشال عملية الاغتيال وهروب كل المجموعة المكونة من ثلاثة بريطانيين رجلان وامرأة يعتقد أنها سلفيا روفئيل والذين كانوا مقيمين فوق منزله والقس الأمريكي (روبرت مالوي) اسمه الحقيقي مايك هراري والذي كان يسكن فوق الشقة التي يقيم فيها أورلخ لوسبرخ وجيمس بول الذي تبعد شقته خمسين متراً عن شقة أورلخ لوسبرخ وشقة أبو باسل والتي منها تم أخذ أغلب الصور أدى هذا الحادث إلى هروب فريق الاغتيالات ومغادرتهم لبنان بتاريخ 20/6/1973 ما عدا أورلخ لوسبرخ. بعد مغادرة فريق الموساد لبنان إلى إسرائيل تم وضع خطة أخرى بحيث كلّف أورلخ لوسبرخ بتاريخ 10/7/1973 ثلاثة لبنانيين بخطفه وحضر بيان يحمل اسم منظمة ميونخ 72 التي أسسها في مدينة طرابلس (لبنان) يتبنى فيها عملية الخطف والهدف منها اتهام سعيد السبع بخطف السائح الألماني ردا على موقف الحكومة الألمانية السلبي من الخاطفين الفلسطينيين في ميونخ كان الهدف من هذه العملية الإيقاع بين الدولة اللبنانية والفدائيين في شمال لبنان وتجديد المعارك التي اندلعت بين الدولة اللبنانية والفدائيين الفلسطينيين في شهر أيار بعد عملية فردان والتي راح ضحيتها ثلاثة من قادة المقاومة كمال عدوان كمال ناصر محمد يوسف النجار إلا أن الضابط اللبناني النقيب عصام أبو زكي قائد شرطة مدينة طرابلس (لبنان) في ذلك الوقت كان له بالمرصاد بعد أن جمع عدد من المعلومات وتوصل إلى أن أورلخ لوسبرخ هو من قام بخطف نفسه فتوجه إلى حقل العزيمة في منطقة سير الضنية فألقي القبض عليه وحوّله للتحقيق مع عشرين شخص آخرين إلى المحكمة العسكرية والتي اعترف فيها أنه كان يراقب منزل سعيد السبع إضافة إلى أنه حام حول قصر بعبدا كما أنه التقط صور لقصر الرئيس سليمان فرنجية في إهدن شمال لبنان إضافة إلى تردده إلى المختارة والتقاط صور لقصر كمال جنبلاط إلا أن تدخلات كثيرة من السفارة الألمانية والأمريكية والشعبة الثانية اللبنانية وياسر عرفات تحرك من جهته فأرسل مسوؤل الكفاح المسلح الفلسطيني في شمال لبنان إبراهيم البطراوي ليتدخل لدى النقيب عصام أبو زكي من أجل إقناعه بالإفراج عن الجاسوس أورلخ لوسبرخ اسمه الحقيقي داني ياتوم تحت حجة أنه مناضل أممي يناصر القضية الفلسطينية وله أفضال على الفدائيين الفلسطينيين عندما كان يدربهم في مخيم البداوي، فرفض النقيب عصام أبو زكي هذا الأمر بشدة وأبلغه أن الألماني أورلخ لوسبرغ تم تحويل ملفه إلى المحكمة العسكرية والموضوع خارج صلاحياته، جميع هذه التدخلات أدت إلى إقفال ملفه ومغادرته لبنان ليتبيّن لاحقا أن أورلخ لوسبرغ ما هو إلا الضابط الاسرئيلي داني ياتوم والذي شغل فيما بعد منصب مدير جهاز الموساد ما بين الاعوام 1996 - 1998.

## فشل الموساد في ليلهامر
برغم أن جهاز الموساد حقق الكثير من العمليات الناجحة في عام 1973 إلا أنه ارتكب الكثير من الأخطاء أثناء حربه الأمنية مع الفلسطينيين، يقول رونين بيرغمان الخبير المقرب من المؤسسة الأمنية الإسرائيلية أن جهاز الموساد نفّذ خلال أربعة عشر شهرًا التي سبقت وتلت عملية فردان أكثر من خمسين عملية أمنية، استهدفت قادة العمل الوطني الفلسطيني من اغتيال ومحاولة اغتيال وتصفية، ولم يعلن إلا عن خمس وعشرون عملية، وهناك الكثير من الضحايا الذين قضوا في تلك العمليات ولم يعرف حتى الآن أنهم كانوا ضحايا لعمليات الاغتيال من قبل فريق كيدون، بالعودة إلى الإخفاقات التي وقع بها جهاز الموساد، فإن اكتشاف أبو باسل لعملية تصوير منزله دفعته لإبلاغ الأمن العام اللبناني وهذا يعتبر الإخفاق الأول، ثم تلاه محاولة أورلخ لوسبرخ خطف جول مسعد قنصل ألمانيا الغربية في مدينة طرابلس (لبنان) ومحاولة لوسبرخ الصاق التهمة بسعيد السبع أنه وراء خطف القنصل أو قتله في محاولة من جهاز الموساد لافتعال مشاكل بين منظمة التحرير الفلسطينية والحكومة الألمانية خاصة أن هذه المحاولة جاءت بعد عملية ميونخ الشهيرة، ومن ثم إقدامه على تدبير عملية خطف نفسه بالتعاون مع ثلاثة لبنانيين وخطيبته جميلة معتوق، وإصدار بيان باسم منظمة وهمية كان قد أنشأها في طرابلس تحمل اسم منظمة ميونخ 72 تتبنى عملية خطفه وتطالب الحكومة الألمانية بدفع مبلغ 15 مليون ليرة لبنانية، في محاولة أخرى من جانبه لاتهام سعيد السبع أنه وراء عملية خطفه بسبب موقف الحكومة الألمانية المتماهي مع الإسرائيليين خلال تنفيذ عملية ميونخ، فتم اعتقاله من قبل النقيب عصام أبو زكي، واعترف أمامه أنه كان مشاركا في عملية فردان وأنه كان يراقب منزل سعيد السبع تمهيدا لاغتياله، جميع هذه الإخفاقات ودور بعض الجهات الأمنية اللبنانية والأطراف الفلسطينية التي كانت على تعاون وتنسيق مع شبكة أورلخ لوسبرخ والذي كان يتلقى التمويل عبر جهات فلسطينية في لبنان وتحويلات بنكية من سويسرا وألمانيا عبر بنك علي جمال في بيروت، الجهات الفلسطينية المتورطة معه سهّلت دخوله إلى مخيم البداوي في شمال لبنان لتدريب عناصر الكفاح المسلح الفلسطيني، كل هذا المعطيات والاعترافات ظهرت بعد اعتقال عصام أبو زكي له في سير الضنية فتم تكليف إبراهيم البطراوي مسؤول الكفاح المسلح في شمال لبنان الاتصال مع عصام أبو زكي ومحاولة التوسط لديه للإفراج عن أورلخ وإغلاق ملفه، بحجة أنه مناضل أممي مناصر للقضية الفلسطينية، لكن النقيب أبو زكي أبلغ المسؤول الفلسطيني أن ملف أورلخ أصبح في المحكمة العسكرية وأنه اعترف بمشاركته في عملية فردان، ومراقبته لمنزل سعيد السبع تمهيدا لاغتياله، كما أنه اعترف لدى المحكمة أنه نقيب في الجيش الإسرائيلي واسمه الحقيقي حاييم روفيل.
اعترافات اورلخ لوسبرخ أو حاييم رؤفئل كما ادعى وافتضح دوره وشبكاته دفعت جهاز الموساد لتنفيذ عملية اغتيال أحمد بوشيقي بمدينة ليلهامر في بالنرويج يوم 21 يوليو 1973 أي بعد عشرة أيام من اعتقال حاييم روفيل في قرية حقل العزيمة بسير الضني، وأعلنت إسرائيل من تل أبيب أنها قتلت علي حسن سلامة مسؤول القوة 17 لدوره في عملية ميونخ مع أن صلاح خلف أكّد أن لا دور له في عملية ميونخ أبدا، إسرائيل التي أعلنت أنها أخطأت الهدف بقتل بوشيقي الذي يشبه ابو حسن سلامه، كان هدفها التستر على دور أطراف عديدة انكشفت في طرابلس وفردان، فمن يدقق في صور الشخصيتين علي حسن سلامة و‌أحمد بوشيقي لا يجد أن هناك تشابه بين الاثنين، كما أنه من المعروف عن جهاز الموساد أنه يسكن بجانب الضحية قبل ستة أشهر على الاقل من تنفيذ جريمته، فيقوم برصد الضحية وأخذ العديد من الصور له ولعائلته وزواره، كما أنه يرسم مُجسّم لشقته، كما حدث في فردان حيث استأجر جهاز الموساد عدة شقق حول منزل القادة الثلاثة، وهذا ما حدث عند محاولة اغتيال أبو باسل، فقد استأجر الموساد عدد من الشقق حول منزله وفوق شقته، ولا يمكن أن يقوم جهاز محترف بحجم وكفاءة الموساد بتصفية شخص لمجرد تشابه كما يدعي، الشيء الآخر الملفت، هل من المعقول أن يسافر رئيس جهاز أمني فلسطيني إلى قرية ليلهامر النرويجية ليعمل في فندق ويتنكر بشخصية نادل مغربي ويقوم بتقديم القهوة والشاي للزبائن ؟ كارثة الموساد في ليلهامر لم تكن بسيطة، اعتقال ستة ضباط من جهاز الموساد في النرويج إضافة لإخفاقات الموساد في لبنان التي تكلّلت باعتقال حاييم رؤفيل في طرابلس، دفعت جولدا مائير لإصدار أوامرها بوقف العمليات الخارجية فورا، كما أن شبتاي شافيت قدّم استقالته إلى مدير الموساد تسفي زامير، لم يتوقف الأمر هنا بل إن مايك هراري مدير وحدة كيدوان قدّم استقالته أيضا، يعتبر شهر تموز من عام 1973 شهر الكوارث لجهاز الموساد، الذي أصبح يدرس في مناهجه خطأ طرابلس الذي تسبب باعتقال سبعة ضباط من وحدة كيدون.

## الخلاف مع ياسر عرفات
في نهاية عام 1972 بدأت المشاكل تتصاعد مع ياسر عرفات على خلفية استشهاد أبو علي إياد في الأردن والاقصاء المتعمد لكل من يمت بصلة لأبو علي إياد فكان الصدام المسلح لإنهاء ظاهرة ابو يوسف الكايد في البقاع وبعدها بعشرة أيام تعرض سعيد السبع وزوجته إلى حادث سير مدبر على الطريق الدولي الذي يربط بيروت طرابلس أدى هذا الحادث إلى إقعاده عن العمل وعدم قدرته على الحركة وتم نقله للعلاج في المستشفى العسكري التابع الجيش المصري في القاهرة ترافق هذا الامر مع انتقال فاروق القدومي من دائرة التنظيم الشعبي إلى الدائرة السياسية وتم تعيين أحمد اليماني خلفا له الذي بدأ بعملية اقصاء لكل الكادر المحسوب على سعيد السبع والذي كان له الدور الاساس في العمليات العسكرية التي انطلقت من جنوب لبنان لم تكن خطوة أحمد اليماني بعيدة عن ياسر عرفات، وفي النصف الثاني من عام 1973 ترك سعيد السبع منظمة التحرير الفلسطينية التي بدأت تتبني فكرة الحل السلمي الذي تبلور ببرنامج النقاط العشر، وتلقّى في عام 1974 دعوة لزيارة العراق من قبل صديقه القديم في حركة الضباط الأحرار الأردنيين، شاهر أبو شحوت لقبه أبو جبار الذي عين كمدير لمكتب فلسطين والكفاح المسلح في القيادة القومية لحزب البعث العربي الاشتراكي وهناك في منتصف الليل عند الساعة الرابعة فجرا اتصل به عامل المقسم في فندق فلسطين (بغداد) ليخبره بوجود شخص اسمه صبري البنا ويريد مقابلته، جاءه ابو نضال إلى الفندق عارضًا عليه العمل ضد ياسر عرفات قائلا له: أنت تعرف انني الابن المدلل لياسر عرفات من أيام مكتب الخرطوم وما خلافي معه الا بسبب مقتل ابن خالك في الأردن أبو علي إياد استمر الحوار حتى شروق الشمس، في تلك الفترة اقام ابو نضال معسكر لمنظمته واطلق عليه اسم معسكر الشهيد أبو علي إياد رافعا شعار الثأر لمقتله، لم يقتنع سعيد السبع بطرح ابو نضال، وغادر العراق من دون الاتفاق مع صبري البنا، بعد عامين من هذا اللقاء توجه الحاج نصر النصر شقيق أبو علي إياد إلى العراق فتم اغتياله على يد ابو نضال بظروف غامضة.

## عودته إلى منظمة التحرير الفلسطينية
في عام 1979 وعلى اثر وساطة قام بها صلاح خلف لإصلاح ذات البين بينه وبين ياسر عرفات، عاد إلى منظمة التحرير الفلسطينية بعدما اصدرت اللجنة التنفيذية قرارا عينت بموجبه سعيد السبع عضوا في مجلس التخطيط الاعلى لمنظمة التحرير الفلسطينية، ساهم في تلك الفترة مع صديقه أحمد صدقي الدجاني في تطوير عمل مجلس التخطيط الذي يتألف من أعضاء سابقين في اللجنة التنفيذية لمنظمة التحرير الفلسطينية وهو الوحيد الذي لم يكن عضوا سابقا في اللجنة التنفيذية برغم ذلك فقد تم تعينه نظرا لأقدميته.
قبيل الاجتياح الإسرائيلي لبيروت 1982 اتصل به صلاح خلف وارسل له عاطف بسيسو الذي تبين انه شحن باخرة سلاح من ألمانيا الشرقية على اسمه إلى مرفأ طرابلس، لبنان كانت الباخرة تحوي عددا كبيرا من السيارات تمويها، وبعدها بفترة تكررت زيارات عاطف بسيسو، وكان معه في إحداها مجموعة من الضباط الالمان كان رئيس ألمانيا الشرقية إريش هونيكر قد ارسلهم لتدريب مقاتلي الثورة الفلسطينية فتم تأسيس معسكر تدريبي لهم في مخيم البداوي شمال لبنان.
لم يمض وقت كثير حتى بدأ غزو لبنان 1982 مما ادى إلى توقف عمل مجلس التخطيط في بيروت كما تم اغلاق قاعدة الضباط الالمان ورحلت جميع مؤسسات منظمة التحرير الفلسطينية من لبنان.

## وفاته
في بداية عام 1995 بدأت تظهر عوارض غريبة على سعيد السبع بعد عودته من الأردن كانت بدايتها انفلونزا شديدة، فذهب إلى طبيب في مدينة طرابلس، لبنان لمعاينته فوصف له علاجًا للرشح، ورجح التشخيص في البداية شكلاً من أشكال الرشح الشديد، وكانت العوارض تصب في هذا الاتجاه بقي على هذه الحال لمدة شهر، ولم يتعافى مع آلام في كل أنحاء جسمه، ثم تطور الأمر إلى سعال مع دماء، واستفحل وضعه الصحي بسرعة، لم يتوقع الأطباء أن يكون المرض عضالا، آلام في الظهر بشكل لا يُحتمل، وعدم المقدرة على تقبل الغذاء بكل أشكاله، خلال زيارة أحد الأطباء له طلب منه صورة سكانر، ظهرت النتيجة في اليوم التالي، هو يعاني من انتشار سرطان الرئة، بدأت رحلة جديدة من المعاناة، فكان يسافر شهريًّا إلى الأردن لأخذ العلاج الكيميائي، وهناك اهتم به أخصائيون في الأردن وأجروا له كل الفحوصات اللازمة.
لكن عند عودته إلى لبنان كل شهر كانت عائلته تلاحظ أن التدهور في صحته كان كبيرًا، تغير رهيب في مظهره وقوته، تورم كبير في كتفه الأيسر، استولى الوهن والضعف على جسمه، لكن وعيه بقي كاملا، كذلك قدرته على التركيز. كان مهتمًّا بعدم إظهار الضعف أمام عائلته، لكن صلابة الإرادة لا تكفي وحدها لإخفاء التدهور. أغلب الظن أنه أدرك تفاقم حالته، لكنه لم يكن يرغب في إظهار ذلك، تمسك في جدول أعماله اليومي، وكان يسأل الزائرين عن بعض المسائل السياسية وأخبار فلسطين، موحيًا أنه في وضع طبيعي.
في أواسط يونيو تزايد التدهور، فسافر إلى الأردن، وقال الأطباء الأردنيون إنهم غير قادرين على القيام بأكثر مما قاموا به وتوفي في 30 يونيو 1995 الموافق ليوم الجمعة 2 من شهر صفر 1416 هـ في الأردن.
يُشار في هذا الصدد إلى أنه عند وفاته عام 1995 كان شبتاي شافيت قد تقلد منصب مدير جهاز الموساد وهو الذي كان يتابعه في السودان خلال في مؤتمر القمة العربية في الخرطوم 1967، وكان أحد أعضاء الفريق الاسرائيلي المكلف باغتياله في طرابلس عام 1973 ، أما داني ياتوم الذي قبض عليه من قبل عصام أبو زكي في حقل العزيمة ، فقد تقلد منصب السكرتير العسكري لرئيس الوزراء إسحاق رابين

### قرار الاغتيال
بعد تعيين شبتاي شافيت في منصب مدير جهاز الموساد عام 1989 ، بدأ بمراجعة كل ملفات الموساد ، والاخفاقات التي تعرض لها الجهاز ، وخاصة تلك العملية الفاشلة والتي كان شبتاي شافيت مشاركا فيها ، والتي كانت تستهدف اغتيال سعيد السبع في طرابلس شمال لبنان ، يقول رونين برغمان أن شبتاي شافيت طلب موافقة رئيس الوزراء اسحاق شامير على اغتيال القادة الفلسطينيين الذين أدرجت أسماؤهم على “اللائحة الحمراء” (مطلوبين للقتل) قبل أكثر من عشرين عاماً (حقبة جولدا مائير)، وبقي معظمهم فاراً ، على حد تعبير رونين بريغمان الذي ينقل عن رئيس “الموساد” شبتاي شافيت قوله “من وجهة نظرنا، الصفحات الحمراء تبقى بلا نهاية ، وعليه أخذ الموساد قرارا بتصفية صلاح خلف يوم 14 يناير 1991 وقتله معه هايل عبد الحميد وفخري العمري ، وبعدها بعام اغتيل عاطف بسيسو في باريس ، ثم قام الموساد بتصفية مهدي بسيسو مسؤول الأمن في حركة فتح - الانتفاضة في بيروت عن طريق السم ، ثم تمكن من الوصول إلى تسميم سعيد السبع والذي توفي يوم 30 حزيران 1995 ، ثم لاحق فتحي الشقاقي في مالطا حيث تم اغتياله يوم 26 تشرين الأول 1995

## مًنْ يقتل يهوديًا
يقول إسحاق حوفي، رئيس الموساد السابق، بين الاعوام 1974 - 1982 على الجميع أنْ يعلم، إنّ مًنْ قتل يهوديًا، فهو يكون عمليًا قد أصدر حكم الإعدام بحقّ نفسه، إنّه انتهى عمليًّا، على حدّ وصفه. طبق الموساد هذا الامر على أدولف آيخمان الضابط النازي الذي عمل إلى جانب أدولف هتلر وهرب بعد الحرب العالمية الثانية إلى الأرجنتين متخفياً باسم جديد وشخصية جديدة مبتعداً عن أية مظاهر قد تفضحه ولم يمارس أي عمل ضد إسرائيل، منذ انتهاء الحرب العالمية الثانية وفي عام 1960 خطفه رفائيل إيتان ونقله إلى إسرائيل، حيث حوكم وأدين وشُنق في العام 1962. ثم أحرقت جثته وألقي بالرماد في البحر الأبيض المتوسط
بعد أربعة أشهر على وفاة سعيد السبع الغامضة قام جهاز الموساد والذي كان تحت رئاسة داني ياتوم بتنفيذ عملية اغتيال فتحي الشقاقي في جزيرة مالطا يوم 26 أكتوبر 1995، وفي 25 سبتمبر 1997 قام جهاز الموساد الإسرائيلي بتوجيهات مباشرة من رئيس الوزراء الإسرائيلي بنيامين نتنياهو. بمحاولة اغتيال خالد مشعل في الأردن حيث قام فريق الموساد المكون من عشرة أشخاص بالدخول إلى الأردن بجوازات سفر كندية مزورة حيث كان خالد مشعل مقيماً هناك، وتم حقنه بمادة سامة أثناء سيره في شارع وصفي التل في عمان، ولو لم ينتبه مرافق خالد مشعل وابنته إلى أن هناك أمر غير طبيعي، لنجحت العملية ومرت مرور الكرام وتم اعتبار الامر على أنه لغز. كما حدث مع وديع حداد الذي تم اغتياله، ولم تعلن إسرائيل الا بعد مرور ثمانية وعشرون عامًا. فيما بعد تبين ان مدير الموساد داني ياتوم كان يقف خلف اعطاء الاوامر بتصفية خالد مشعل في الأردن، إضافة إلى أنه سبق أن شغل منصب قائد الضفة الغربية عام 1994.